# Ludność Wodzisławia Śląskiego

## LudnośćWodzisławia Śląskiego
Wodzisław Śląski początkowo był jednym z większych miast na Górnym Śląsku z czasem jednak w wyniku wojen i klęsk żywiołowych stał się małym miastem. Ponowny intensywny rozwój Wodzisławia przypada na lata 60. i 70. XX wieku. Wzrost ludności wynikał również z włączenia okolicznych miast, tj. Rydułtowy, Pszów, Radlin i gminę Marklowice, w okręg administracyjny Wodzisławia Śląskiego. W latach 1975–1992 w Wodzisławiu mieszkało ponad 100 tys. ludzi. Po odłączeniu się okolicznych miast w latach 90. XX wieku, liczba mieszkańców zmalała do niemal 50 tys. osób.
- Wykres liczby ludności Wodzisławia Śląskiego na przestrzeni ostatnich 211 lat

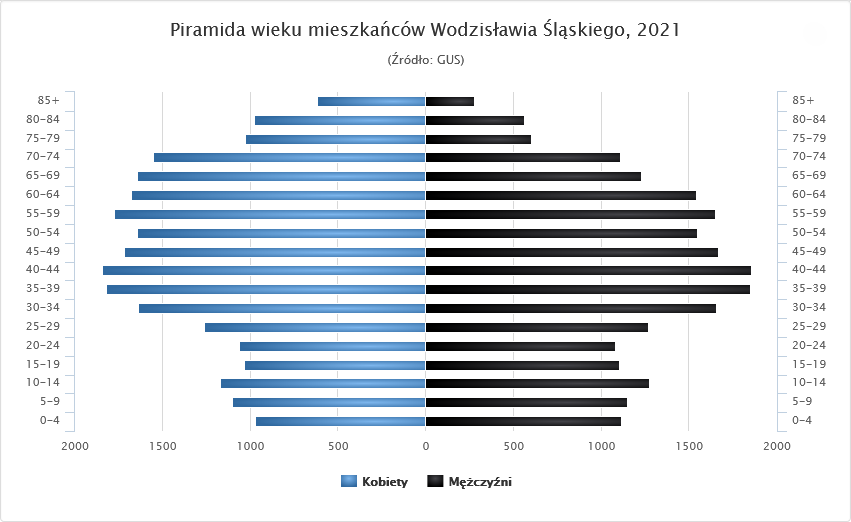
Piramida wieku mieszkańców Wodzisławia Śląskiego

Historia zaludnienia Wodzisławia Śląskiego:
- 1400 – ok. 600
- 1450 – 1 050
- 1550 – 1 100
- 1692 – 675
- 1753 – 768
- 1860 – 2 408
- 1939 – 5 300
- 1946 – 5 110 (spis powszechny)
- 1950 – 5 938 (spis powszechny)
- 1955 – 6 928
- 1960 – 9 043 (spis powszechny)
- 1961 – 10 100
- 1962 – 11 200
- 1963 – 12 300
- 1964 – 15 000
- 1965 – 16 862
- 1966 – 19 000
- 1967 – 21 300
- 1968 – 22 900
- 1969 – 24 500
- 1970 – 25 700 (spis powszechny)
- 1971 – 27 500
- 1972 – 28 600
- 1973 – 34 700
- 1974 – 35 600
- 1975 – 101 901 (włączono Rydułtowy, Pszów, Radlin i gminę Marklowice)
- 1976 – 103 900
- 1977 – 105 500
- 1978 – 103 200 (spis powszechny)
- 1979 – 104 500
- 1980 – 105 548
- 1981 – 105 906
- 1982 – 106 479
- 1983 – 106 792
- 1984 – 107 743
- 1985 – 109 224
- 1986 – 110 460
- 1987 – 111 530
- 1988 – 110 063 (spis powszechny)
- 1989 – 111 329
- 1990 – 111 741
- 1991 – 112 215
- 1992 – 88 368 (odłączono Rydułtowy)
- 1993 – 88 528
- 1994 – 68 556 (odłączono Pszów i gminę Marklowice)
- 1995 – 68 411
- 1996 – 68 354
- 1997 – 49 697 (odłączono Radlin)
- 1998 – 49 661
- 1999 – 50 123
- 2000 – 49 949
- 2001 – 49 814
- 2002 – 49 837 (spis powszechny)
- 2003 – 49 621
- 2004 – 49 557
- 2005 – 49 427
- 2006 – 49 293
- 2007 – 49 132
- 2008 – 49 406
- 2009 – 49 033
- 2010 – 49 427
- 2011 – 49 353
- 2012 – 49 238
- 2014 – 48 864
- 2015 – 48 677
- 2016 – 48 584
- 2017 – 48 345
- 2021 – 45 949 (spis powszechny)
- 2023 – 44 833[2]

## Powierzchnia Wodzisławia Śląskiego
- 1995 – 62,15 km²
- 1997 – 49,62 km²
- 2006 – 49,51 km²